# Беверлі Д'Анджело
Беверлі Д'Анджело (англ. Beverly D'Angelo; 15 листопада 1951) — американська акторка та співачка.

## Біографія
Беверлі Д'Анджело народилася 15 листопада 1951 року в місті Колумбус, штат Огайо у сім'ї музикантів. Мати Прісцилла Рут Сміт — скрипалька, батько Юджин Константино Д'Анджело — басист, який також був генеральним директором телевізійної станції WBNS-TV у Колумбусі. Її дід по материнській лінії, Говард Дуайт Сміт, був архітектором, який спроектував стадіон Огайо, також відомий як «Підкова» в Університеті штату Огайо. Навчалася образотворчому мистецтву в американській школі у Флоренції, Італія.

## Кар'єра
Працювала ілюстратором на мультиплікаційній студії Hanna-Barbera, потім гастролювала по Канаді як співачка.
У середині 1970-х починає зніматися у фільмах: «Енні Голл» (1977), «Волосся» (1979), «Шосе Хонкі-Тонк» (1981). За роль у фільмі «Дочка шахтаря» (1980) була номінована на премію «Золотий глобус».
Найбільш відома її роль Еллен Грізволд у фільмі «Канікули» (1983) з Чеві Чейзом, і чотирьох сиквелах: «Європейські канікули», «Різдвяні канікули», «Канікули у Вегасі» і «Канікули». Крім того, Беверлі відома за ролями у фільмах «Арія», «Покоївка на замовлення» і «Американська історія Ікс».

## Особисте життя
У 1970-х Беверлі мала стосунки з режисером Мілошем Форманом. З 1981 по 1995 рік була одружена з італійським аристократом Лоренцо Сальвіаті. Також був роман з актором Аль Пачіно (1997—2003), у них народилося двоє дітей: близнюки Олівія Роуз та Антон Джеймс Пачіно (25 січня 2001).

## Фільмографія
| Рік       |    | Українська назва                    | Оригінальна назва                              | Роль                              |
| --------- | -- | ----------------------------------- | ---------------------------------------------- | --------------------------------- |
| 1976      | тф | Капітани й королі                   | Captains and the Kings                         | міс Еммі                          |
| 1977      | ф  | Вартовий                            | The Sentinel                                   | Сандра                            |
| 1977      | ф  | Енні Голл                           | Annie Hall                                     | актриса у телешоу                 |
| 1977      | ф  | Перше кохання                       | First Love                                     | Шеллі                             |
| 1978      | ф  | Як не крути — програєш              | Every Which Way But Loose                      | Ехо                               |
| 1979      | ф  | Волосся                             | Hair                                           | Шейла Франклін                    |
| 1980      | ф  | Дочка шахтаря                       | Coal Miner's Daughter                          | Петсі Клайн                       |
| 1981      | ф  | Шосе Хонкі-Тонк                     | Honky Tonk Freeway                             | Кармен Одесса Шелбі               |
| 1981      | ф  | Батьківство                         | Paternity                                      | Меггі                             |
| 1982      | ф  | Найвища точка                       | Highpoint                                      | Ліза                              |
| 1983      | ф  | Канікули                            | Vacation                                       | Еллен Грізволд                    |
| 1983      | с  | Театр чарівних історій              | Faerie Tale Theatre                            | Генбан                            |
| 1984      | тф | Трамвай «Бажання»                   | A Streetcar Named Desire                       | Стелла Дюбуа Ковальські           |
| 1984      | ф  | Чур, моє!                           | Finders Keepers                                | Стендіш Логан                     |
| 1985      | ф  | Геть з моєї кімнати!                | Get Out of My Room                             | Гаррієт                           |
| 1985      | ф  | Європейські канікули                | European Vacation                              | Еллен Грізволд                    |
| 1985      | с  | Розповіді й легенди долини          | Tall Tales & Legends                           | Катріна Ван Тассел                |
| 1986      | тф | Повільний вогонь                    | Slow Burn                                      | Лейна Флейшер                     |
| 1986      | ф  | Великі неприємності                 | Big Trouble                                    | Бланш Рікі                        |
| 1987      | ф  | Під настрій                         | In the Mood                                    | Франсін Глетт                     |
| 1987      | ф  | Арія                                | Aria                                           | Джильда                           |
| 1987      | ф  | Покоївка на замовлення              | Maid to Order                                  | Стелла Вінстон                    |
| 1987      | тф | Руки незнайомця                     | Hands of a Stranger                            | Мері Герн                         |
| 1987      | тф | Людина, яка впала на Землю          | The Man Who Fell to Earth                      | Єва Мілтон                        |
| 1988      | тф | Подвійні неприємності               | Doubletake                                     | Каролін Воллас                    |
| 1988      | ф  | Обмін серцями                       | Trading Hearts                                 | Донна Ноттінгем                   |
| 1988      | ф  | Бадьорість духів                    | High Spirits                                   | Шарон Кроуфорд Броган             |
| 1989      | ф  | Холодний фронт                      | Cold Front                                     | Аманда О'Рурк                     |
| 1989      | ф  | Різдвяні канікули                   | Christmas Vacation                             | Еллен Грізволд                    |
| 1990      | ф  | Тато вмирає... Хто отримає спадок?  | Daddy's Dyin'... Who's Got the Will?           | Еваліта                           |
| 1990      | ф  | Тихоокеанські висоти                | Pacific Heights                                | Енн Міллер                        |
| 1991      | ф  | Чудо                                | The Miracle                                    | Рені Бейкер                       |
| 1991      | ф  | Папа Римський повинен померти       | The Pope Must Die                              | Вероніка Данте                    |
| 1991      | ф  | Самотні серця                       | Lonely Hearts                                  | Альма                             |
| 1992      | ф  | Чоловічі клопоти                    | Man Trouble                                    | Енді Еллерман                     |
| 1992      | тф |                                     | Trial: The Price of Passion                    | Джонні Фей Будро                  |
| 1992      | тф |                                     | A Child Lost Forever: The Jerry Sherwood Story | Джеррі Шервуд                     |
| 1992—2008 | мс | Сімпсони                            | The Simpsons                                   | Лурлін Лампкін                    |
| 1992      | с  | Байки зі склепу                     | Tales from the Crypt                           | Дженіс Берд                       |
| 1993      | с  |                                     | The General Motors Playwrights Theater         |                                   |
| 1993      | тф | Підміна                             | The Switch                                     | Ді                                |
| 1993      | тф | Судний день: Історія Джона Ліста    | Judgment Day: The John List Story              | Гелен Ліст                        |
| 1994      | тф | Джонатан Стоун: Загроза невинності  | Jonathan Stone: Threat of Innocence            | Енні Гейс                         |
| 1994      | тф | Менендес: Убивство в Беверлі-Гіллз  | Menendez: A Killing in Beverly Hills           | Кітті Менендес                    |
| 1994      | ф  | Джек-блискавка                      | Lightning Jack                                 | Лана Кастел                       |
| 1994      | ф  | Божевільна няня                     | The Crazysitter                                | Еді                               |
| 1995      | с  | Великі вистави                      | Great Performances                             |                                   |
| 1996      | тф | Поцілунок вдови                     | Widow's Kiss                                   | Вівіан Фейрчайлд                  |
| 1996      | тф | Солодка спокуса                     | Sweet Temptation                               | Джессі Ларсон                     |
| 1996      | ф  | Око за око                          | Eye for an Eye                                 | Доллі Грін                        |
| 1996      | ф  | Еді і Пен                           | Edie & Pen                                     | Барледі                           |
| 1996      | ф  | Любов навік                         | Love Always                                    | Міранда                           |
| 1997      | ф  | Канікули у Вегасі                   | Vegas Vacation                                 | Еллен Грізволд                    |
| 1997      | ф  |                                     | Die Story von Monty Spinnerratz                | місіс Долларт                     |
| 1997      | ф  | Ніде                                | Nowhere                                        | мати Дарка                        |
| 1997      | ф  | Жінка-птеродактиль з Беверлі-Гіллз  | Pterodactyl Woman from Beverly Hills           | Піксі Чандлер                     |
| 1997      | ф  | Мій маленький Голлівуд              | The Good Life                                  |                                   |
| 1998      | ф  | Продавці Венери                     | Merchants of Venus                             | господиня Коді                    |
| 1998      | ф  | Ілюміната                           | Illuminata                                     | Astergourd                        |
| 1998      | ф  | З друзями як ці...                  | With Friends Like These...                     | Тереза Карпентер                  |
| 1998      | ф  | Американська історія Ікс            | American History X                             | Доріс Віньярд                     |
| 1998      | ф  | Розлучення: сучасний вестерн        | Divorce: A Contemporary Western                | Лінда                             |
| 1999      | ф  | Шугар Таун                          | Sugar Town                                     | Джейн                             |
| 1999      | тф | Хрещений Ланскі                     | Lansky                                         | Тедді Ланскі                      |
| 1999      | кф |                                     | Jazz Night                                     | Кейт Вінслоу                      |
| 1999      | с  | Фрейзер                             | Frasier                                        | Одрі                              |
| 1999      | с  | Раптове пробудження                 | Rude Awakening                                 | Сідні Гібсон                      |
| 2000      | с  | Поговори зі мною                    | Talk to Me                                     | доктор Дебра                      |
| 2001      | ф  | Жінка у фільмі                      | Women in Film                                  | Філліс Вольф                      |
| 2001      | ф  | З днем народження                   | Happy Birthday                                 | леді                              |
| 2001      | ф  | Літні ігри                          | Summer Catch                                   | Lusty House Mother                |
| 2003      | кф | Де Анджело?                         | Where's Angelo?                                | тітка Нені                        |
| 2003—2008 | с  | Закон і порядок: Спеціальний корпус | Law & Order: Special Victims Unit              | Ребекка Балтус                    |
| 2004      | мф | Волосся дибки                       | Hair High                                      | Дарлін                            |
| 2004      | ф  |                                     | King of the Corner                             | Бетсі Інгрем                      |
| 2005—2011 | с  | Антураж                             | Entourage                                      | Барбара Міллер                    |
| 2006      | ф  | Геймери                             | Gamers                                         | мама Гордона                      |
| 2006      | ф  | Дивні родичі                        | Relative Strangers                             | Ангела Міннола                    |
| 2007      | ф  | Апельсини                           | Game of Life                                   | Кеті                              |
| 2007      | тф | Недосконалий союз                   | Imperfect Union                                | Мейзі                             |
| 2007      | мф | Битва за планету Терра              | Terra                                          | слідчий Райт                      |
| 2007      | мс | Гріфіни                             | Family Guy                                     | Еллен Грізволд                    |
| 2008      | тф | Траса Скіпа                         | Skip Tracer                                    | Донна Кінг                        |
| 2008      | кф |                                     | Partigiano                                     | мати                              |
| 2008      | ф  | Гарольд і Кумар: Втеча з Гуантанамо | Harold & Kumar Escape from Guantanamo Bay      | Саллі                             |
| 2008      | ф  | Хлопці будуть в захваті             | The House Bunny                                | місіс Гегстром                    |
| 2009      | ф  | Велика пригода Оссі і Теда          | Aussie and Ted's Great Adventure               | тітка Зельда                      |
| 2009      | ф  | Транзит чорної води                 | Black Water Transit                            | Валеріана Шик                     |
| 2010      | кф | Канікули в пекельному готелі        | Hotel Hell Vacation                            | Еллен Грізволд                    |
| 2010      | кф | Квітень 86                          | April 86                                       | Роза Д'Андреа                     |
| 2010      | мс | Скубі-Ду: Містична корпорація       | Scooby-Doo! Mystery Incorporated               | Шейла Алтунян / Мама              |
| 2010      | с  | Місто хижачок                       | Cougar Town                                    | Шейла Келлер                      |
| 2011      | с  | Вітні                               | Whitney                                        | Патті Морріс                      |
| 2012      | ф  | Я, тато і собака                    | I Heart Shakey                                 | Шейла                             |
| 2013      | ф  | Мисливець за головами               | Bounty Killer                                  | Люсіль                            |
| 2013      | ф  | Усі американські різдвяні гімни     | All American Christmas Carol                   | Ванда / привид майбутнього Різдва |
| 2013      | тф | Хороша мати                         | The Good Mother                                | суддя Кеннеді                     |
| 2014      | тф | Майклс                              | The Michaels                                   | Міллі Барнворт                    |
| 2014      | в  |                                     | The Simpsons Take the Bowl                     | Ларлін Лампкін / Сама             |
| 2014      | ф  | Серце вщент                         | Playing It Cool                                | подруга Лайла                     |
| 2014      | с  | Друзі з кращого життя               | Friends with Better Lives                      | Гретхен                           |
| 2015      | с  | Мамаша                              | Mom                                            | Лорейн                            |
| 2015      | тф | Чеві                                | Chevy                                          | Беверлі                           |
| 2015      | ф  | Любовна заковика                    | Accidental Love                                | Гелен Екл                         |
| 2015      | ф  | Канікули                            | Vacation                                       | Еллен Грізволд                    |
| 2016      | ф  | У всьому винен єнот                 | Wakefield                                      | Бабс                              |